# 礒田湖龍斎

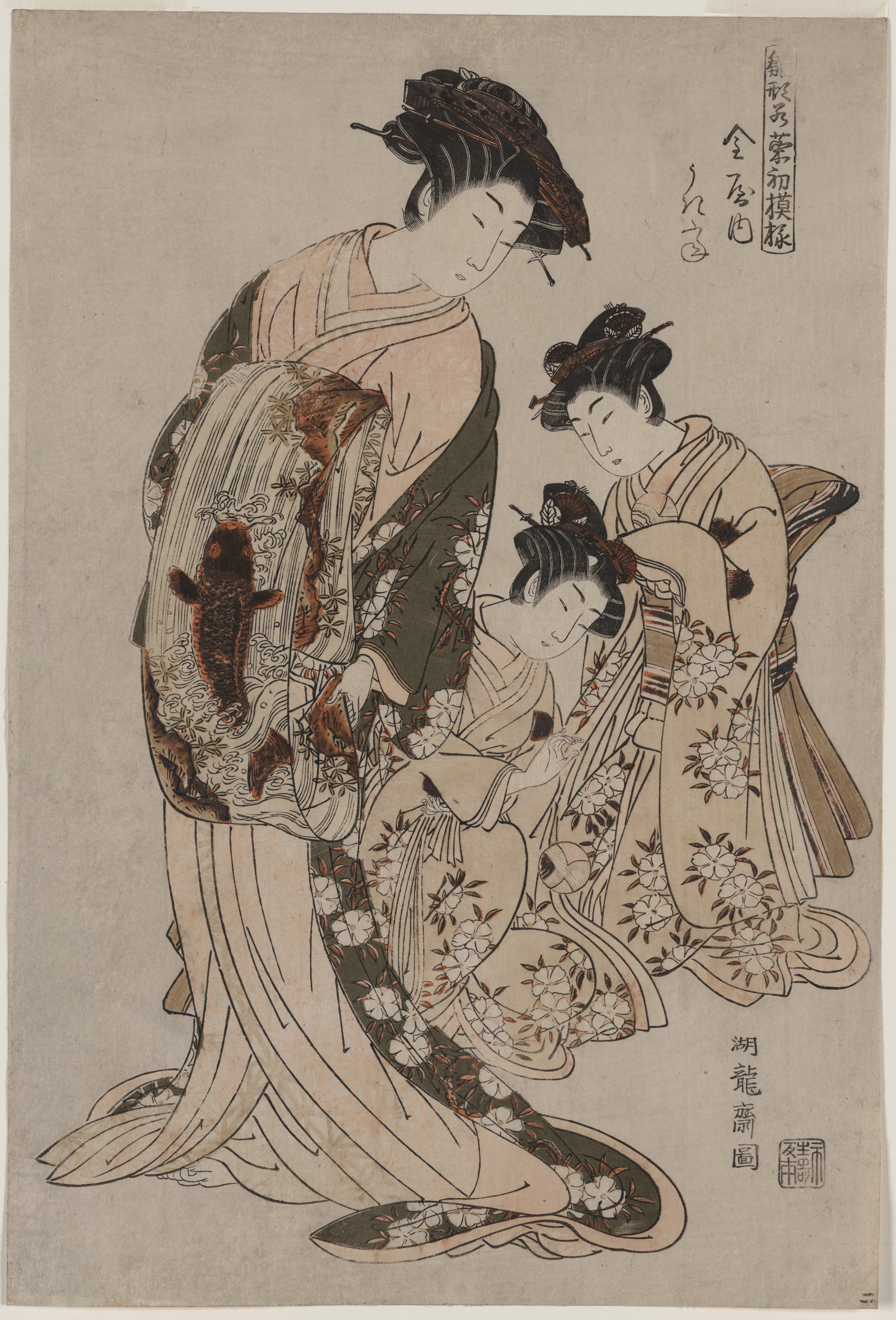
「雛形若菜の初模様　金屋内うきふね」　湖龍斎画。

礒田 湖龍斎（いそだ こりゅうさい、享保20年〈1735年〉 - 寛政2年〈1790年〉?）とは、江戸時代中期の浮世絵師。鈴木春信亡き後の安永から天明期（1772-89年）に活躍し、特に柱絵を得意とした。
　

## 来歴
本姓藤原氏。姓は礒田、名は正勝。俗称庄兵衛。礒田湖龍斎と号した。神田小川町の大名土屋家（土浦藩主）の浪人。「湖龍」の号は旧主の藩地、霞ヶ浦にちなんで選ばれたものかと推定される。両国橋広小路薬研堀に住居する。
西村重長の門人とされるが定かではない。明和年間後期にデビューし、初めは鈴木春広、あるいは湖龍斎春広と号した。鈴木春信の直接の門人ではないが、顕著にその影響を受けた絵師の一人であり、春信没後もその型からなかなか抜けきれなかった。しかし安永年間に入ると湖龍斎と改名し、極端に縦長な画面をもつ柱絵を描くうち、その影響から次第に抜け出していく。肉感を排した春信風の美人画から、現実の肉体を感じさせるたっぷりとした姿態をもたせた独自の画風を確立した。柱絵史上、湖龍斎はその縦長を画面を最も生かした作品を残しており出世作となった。柱絵以外にあぶな絵、秘画も多く残しており、黄表紙の作も見られる。安永5年（1776年）から天明初期に版行した「雛形若菜の初模様」の大判シリーズは代表作としてあげられる。このシリーズは吉原の遊女に新デザインの衣装を着せる趣向で、当時の女性の関心に応えるものだった。判型も春信画に特徴的だった中判ではなく大判を採用し、以後大判が錦絵の基本となった。現在確認されているだけでも120図を超え、人気シリーズとなり、後に鳥居清長が描き継いでいる。一方で湖龍斎はあぶな絵や花鳥画も多く、また安永10年（1781年）には『画本混雑倭草画』などの絵手本も残している。
天明2年（1782年）、絵師として名誉な地位である法橋に推免せられ、晩年は「武江薬研堀隠士」と自称して専ら肉筆浮世絵を描いた。肉筆美人画の代表作に「遊女道中図」、「美人愛猫図」などがある。浮世絵版画と肉筆画はともに、この時期の絵師では最も多く残されている。

## 作品

### 版本挿絵
- 『吟出川』　※噺本、籠耳斎聞取作。安永2年刊行
- 『妓者呼子鳥』　※洒落本、田にし金魚作。安永6年刊行
- 『役者手鑑』　※俳諧本、花吸庵編。安永8年刊行
- 『混雑倭艸画』　※絵本、天明元年刊行

### 錦絵
- 「風流やつし武者鑑」　中判揃物　※明和後期、「湖龍斎春広画」の落款あり
- 「名鳥坐舗八景」　中判8枚揃　※安永3‐4年頃
- 「雛形若菜の初模様」　大判揃物　※安永6年‐天明2年頃
- 「今様五節句戯　七夕」
- 「雛形若菜の初模様　がくた八らや内れん山」　大判
- 「花魁と禿」　柱絵　マスプロ美術館所蔵　※「紫も奪ふ色なし若みどり」の讃あり
- 「明烏」　柱絵　城西大学水田美術館所蔵
- 「見立釣狐」　柱絵　城西大学水田美術館所蔵

### 肉筆画
| 作品名             | 技法         | 形状・員数 | 寸法（縦x横cm） | 所有者                           | 年代                        | 落款・印章                                                    | 備考 |
| ------------------ | ------------ | ---------- | --------------- | -------------------------------- | --------------------------- | ------------------------------------------------------------- | --- |
| 千代尼画像         | 紙本墨画     | 1幅        | 102.3x42.5      | 白山市立千代女の里俳句館         | 1773年（安永3年）           | 印文不明2夥                                                   | 千代尼賛「清水にハ／うらもおもても／なかりけり」「七十一翁千代尼」印2夥                                                                  |
| 遊女道中図         | 絹本着色     | 1幅        | 94.0x36.0       | 東京国立博物館                   |                             | 款記「湖龍齋画」/「正勝之印」白文方印                         | 蜀山人（大田南畝）賛 |
| 美人愛猫図         | 絹本着色     | 1幅        | 97.0x30.6       | 東京国立博物館                   |                             | 款記「法橋湖龍斎畫」/「正勝之印」白文方印                     | 画賛「から猫を からまさらめや たをやめの 髪に大象 あしに棹鹿 四方赤良」                                                                  |
| 羽根突き図         | 絹本着色     | 1幅        | 32.x58.0        | 東京国立博物館                   | 1781-83年（天明元年-3年）頃 | 款記「応需 法橋湖龍斎畫」/「礒田」白文方印・「藤原」朱文方印  | |
| 石橋図             | 絹本着色     | 1幅        |                 | 出光美術館                       |                             |                                                               | |
| 箒持ち美人図       | 絹本着色     | 1幅        |                 | 出光美術館                       |                             |                                                               | |
| 花魁と禿図         | 絹本着色     | 1幅        |                 | 浮世絵太田記念美術館             |                             |                                                               | |
| 中洲舟遊の図       | 絹本着色     | 1幅        |                 | 浮世絵太田記念美術館             |                             |                                                               | |
| 雪中美人図         | 絹本着色     | 1幅        |                 | 浮世絵大田記念美術館             |                             |                                                               | |
| 男女図             | 絹本着色     | 双幅       | 85.2x31.8（各） | MOA美術館                        |                             | 款記「法橋湖龍齋畫」/「正勝之印」白文方印（左右いずれも同じ） | |
| 二美人と供図       | 絹本着色     | 1幅        |                 | MOA美術館                        |                             | 款記「湖龍齋画」/「正勝之印」白文方印                         | |
| 相合傘図           | 絹本着色     | 1幅        |                 | MOA美術館                        |                             | 款記「湖龍齋圖」/「正勝之印」・「礒田」白文方印               | |
| 雪の朝図           | 絹本着色     | 1幅        |                 | ニューオータニ美術館             |                             | 款記「湖龍齋圖」/「正勝印」朱文方印                           | |
| 桜下男女図         | 絹本着色     | 1幅        |                 | ニューオータニ美術館             |                             | 款記「法橋湖龍正勝画」/「正勝之印」白文方印                   | |
| 娘道成寺図         | 絹本着色     | 1幅        |                 | ニューオータニ美術館             |                             | 款記「湖龍齋画」/「正勝印」朱文方印・「礒田」白文方印         | 画面左側に「卯観子笠翁行年七十九歳図」の落款と印文不詳の白・朱文方印あり。「卯観子笠翁」やこの落款と印章が入れられた事情については不明。 |
| 遊戯図             | 絹本着色     | 1幅        |                 | 千葉市美術館                     |                             | 款記「湖龍齋画」/「正勝印」白文方印                           | |
| 吹雪になやむ美人図 | 絹本着色     | 1幅        |                 | 鎌倉国宝館                       |                             |                                                               | |
| 遊女と対禿図       | 絹本着色     | 1幅        |                 | 日本浮世絵博物館                 |                             |                                                               | 三代瀬川菊之丞賛 |
| 騎牛大原女図       | 絹本着色     | 1幅        |                 | 日本浮世絵博物館                 |                             |                                                               | |
| 秋野美人図         | 絹本着色     | 1幅        | 32.1x47.5       | 大阪市立美術館                   | 1783-86年（天明3-6年）頃    | 款記「法橋湖龍斎画」/「正勝之印」白文方印                     | 野分の風で足がはだけたあぶな絵的作品。同様の作品は浮世絵ではよく見られるが、湖龍斎のものは動作が誇張的なのが特徴。                       |
| 時鳥遊女図         | 紙本着色     | 1幅        | 93.2x20.0       | 熊本県立美術館                   |                             | 款記「法橋湖龍斎画」/「正勝之印」白文方印                     | |
| 鯉魚図             | 絹本着色     | 1幅        | 78.8x29.8       | 熊本県立美術館                   |                             | 款記「法橋湖龍斎画」/「正勝之印」白文方印                     | |
| 遊女雛鶴道中図     | 絹本着色     | 1幅        | 82.4x30.5       | ボストン美術館                   | 1772–81年頃                 | 款記「大和繪工 湖龍斎画」                                     | |
| 月下遊女舟遊図     | 絹本着色     | 1幅        | 41.2x62.8       | ボストン美術館                   | 1777-81年頃                 | 款記「湖龍斎画」                                              | |
| 雪中美人図         | 絹本着色     | 1幅        | 197.5x61.6      | フリーア美術館                   | 1772-80年頃                 | 款記「湖龍斎画」                                              | |
| 雨中美人図         | 絹本着色     | 1幅        | 197.4x61.7      | フリーア美術館                   | 1772-80年頃                 | 款記「湖龍斎画」                                              | |
| 雪中美人図         | 絹本着色     | 1幅        | 86.0x31.4       | 心遠館（プライス･コレクション）  |                             | 款記「法橋湖龍斎」/「正勝之印」白文方印                       | |
| 美人楼上納涼図     | 絹本着色     | 1幅        | 38.2x53.8       | ウェストンコレクション（シカゴ） | 1777年-81年頃               | 款記「湖龍斎画」/「正勝印」朱文方印                           | |
| 桜花遊女道中図     | 絹本着色     | 1幅        | 99.1x32.5       | ウェストンコレクション（シカゴ） | 1781-89年頃                 | 款記「法橋 湖龍齋画」/「正勝之印」白文方印                    | |
| 松雨村雨図         | 絹本墨画金泥 | 3幅        |                 | ファインバーグコレクション       |                             |                                                               | |
| 朝顔に子供図       |              | 1幅        |                 |                                  |                             |                                                               | 文化4年（1807年）に川上不白による讃あり。                                                                                                |